# Stary Cmentarz w Wejherowie
Stary Cmentarz – cmentarz w Wejherowie, położony przy ul. 3 Maja.

## Historia cmentarza
Historia cmentarza sięga początku XIX w. Wówczas zapełniły się cmentarze znajdujące się przy kościele farnym oraz przy klasztorze franciszkańskim. Pierwsze parcele, na których powstał cmentarz, były darowiznami mieszkańców miasta. Pierwszy pochówek miał miejsce najprawdopodobniej w 1823 roku. W późniejszych czasie wielokrotnie poszerzano granice cmentarza. W jego zachodniej części znajduje się kwatera dla dzieci i noworodków. Osobna kwatera została wydzielona także dla sióstr ze Zgromadzenia św. Wincentego à Paulo. W latach międzywojennych na cmentarzu została wybudowana murowana kostnica. Na cmentarzu zostało pochowanych także 40 żołnierzy 1 Morskiego Pułku Strzelców, którzy polegli w czasie kampanii wrześniowej. W kwaterze Wojska Polskiego znajdują się tablicę upamiętniające płk. Kazimierza Burczaka (dowódcę 1 MPS w latach 1935–1937, zamordowanego w Katyniu) oraz kpt. Antoniego Kasztelana (straconego w Królewcu w 1942). Już w 1939 roku pojawiały się informacje o zapełnieniu wolnych miejsc grzebalnych na cmentarzu. Miał on być ponownie powiększany. Jednak władze niemieckie w 1942 roku podjęły decyzję o powstaniu nowego cmentarza. Po zakończeniu wojny zdecydowano się na założenie cmentarza na miejscu wyznaczonym poprzednio przez władze okupacyjne. Stary Cmentarz został zamknięty decyzją kurii diecezjalnej w Pelplinie w 1956 roku. Pierwsze pochówki na Cmentarzu śmiechowskim odbyły się latem 1957.
Administratorem Starego Cmentarza w Wejherowie jest parafia pw. Trójcy Świętej.

## Osoby pochowane na cmentarzu
- Karol Biliński – major Wojska Polskiego, burmistrz Wejherowa w latach 1929–1932, zamordowany w Lesie Piaśnickim
- Maria Lukrecja Bobrius-Kręcka – nauczycielka Państwowego Gimnazjum Męskiego im. Króla Jana III Sobieskiego, działaczka społeczna i niepodległościowa[3]
- Alfons Chmielewski – sędzia, działacz narodowy, burmistrz Wejherowa w latach 1920–1921
- ks. prał. Walenty Dąbrowski – proboszcz parafii Trójcy Świętej w Wejherowie w latach 1887–1924
- Augustyn Dybowski – burmistrz Wejherowa w latach 1919–1920
- Jan Kaleta – bosman na szkolnym żaglowcu „Lwów”
- Anastazy Karabasz – nauczyciel łaciny i greki w wejherowskim gimnazjum
- mjr Edward Łakomy – major Wojska Polskiego, wójt gminy Wejherowo-Wieś, zamordowany w Lesie Piaśnickim
- Teofil Naczk – tercjan gimnazjum wejherowskiego, zamordowany w Lesie Piaśnickim
- Wacław Osiński – ksiądz, prezes IV Dzielnicy Związku Polaków w Niemczech
- Franciszek Panek – dr med., społecznik znawca Kaszub
- ks. prał. Edmund Roszczynialski – Sługa Boży, proboszcz parafii Trójcy Świętej w Wejherowie w latach 1924–1939, zamordowany przez hitlerowców w Cewicach
- Teofil Scheiba – właściciel tartaku parowego i przedsiębiorca budowlany, więzień Sachsenhausen
- Wilhelm Urbanicki – nauczyciel, dyrektor Państwowego Gimnazjum w latach 1923–1933